# Certificates

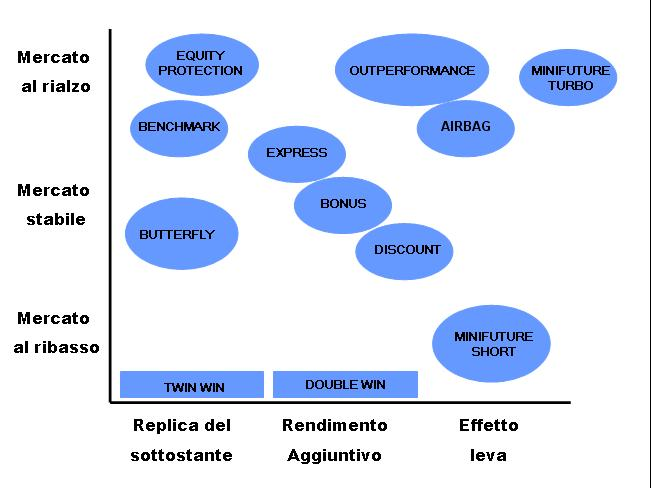
Mappa dei certificati

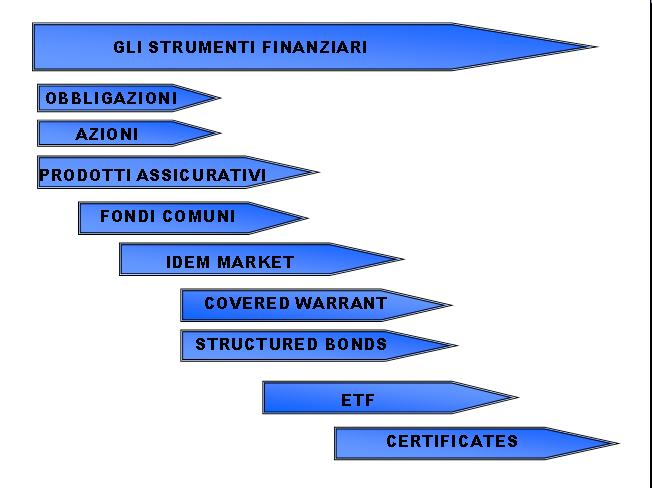
Strumenti finanziari su borsa

I certificates sono strumenti finanziari derivati cartolarizzati negoziati sul mercato SEDEX che replicano, con o senza effetto leva, l’andamento dell’attività sottostante, solitamente azioni, indici di borsa, quote di fondi comuni d'investimento, futures su materie prime e tassi di cambio e che possono essere presi singolarmente o raggruppati in panieri. Data la strategia di opzioni di cui è composto, l'investimento non è tipizzato alla mera replica del sottostante bensì consente di ottenere a scadenza un profilo di rischio/rendimento differente.

## Nozioni di base
In quanto strumento cartolarizzato, il certificato non è un contratto bensì un titolo emesso da una banca, negoziabile sui principali mercati regolamentati quali il SEDEX (segmento della Borsa Italiana) o il Cert-X (segmento della piattaforma EuroTLX). La replica del sottostante sul quale è scritto è passiva a differenza dei fondi comuni d'investimento. Questo determina un'assenza di commissioni di gestione. Tuttavia, rispetto all'investimento diretto nel sottostante non prevede l'erogazione degli eventuali dividendi. Questi verranno infatti utilizzati dalla banca emittente per acquistare le opzioni accessorie caratterizzanti il certificato.
Così come per le obbligazioni, anche nel caso dei certificati, l'investitore si accolla il rischio emittente, ovvero la capacità di solvenza della banca. In ogni caso per riflesso, in caso di default della società titolare del sottostante tale da determinare un annullamento del relativo prezzo, il certificato verrebbe liquidato anticipatamente rispetto alla scadenza considerando l'equo valore di mercato. Benché sia garantita la negoziazione continua, nel caso di volumi considerevoli, l'investitore sconta un rischio liquidità dato da uno spread denaro/lettera superiore rispetto ad altri titoli d'investimento. Il segmento dei certificati è in rapido sviluppo.

### Fiscalità
Così come disposto dall'Agenzia delle entrate, i redditi derivanti dall'investimento in certificati sono considerati redditi diversi. Da ciò deriva una tassazione sul rendimento complessivo del 26,00% e la possibilità di compensazione tra minus e plusvalenze. Unica eccezione è posta qualora il certificato preveda lo stacco di cedole incondizionate abbinato ad una protezione totale del capitale investito nel certificato. Analogamente ad un titolo a reddito fisso, il relativo importo è considerato reddito di capitale, ugualmente tassato al 26,00% ma non suscettibile di compensazione tra minus e plusvalenze.
In Italia la storia dei certificati comincia nel 1998 con la quotazione del primo certificato sulla Borsa di Milano sul segmento dedicato ai covered warrant, il SEDEX. All'interno del medesimo è operata una distinzione della famiglia dei certificati tra Investment Certificates e Leverage Certificates, più simili per struttura ai covered warrant.

## Certificati d'investimento
Sono caratterizzati dall'assenza di un effetto leva e hanno generalmente un orizzonte temporale di medio/lungo termine; a partire dal 2004 Borsa Italiana li distingue in due classi:
- classe A 	replica lineare del sottostante, capitale non protetto
- classe B	aggiunta di una o più opzioni accessorie (garanzia del capitale, bonus, guadagno in entrambe le direzioni, partecipazioni in leva)

### Capitale non protetto
- Benchmark	In qualunque istante il certificato replica il livello del sottostante su cui è scritto, ciò vuol dire che il prezzo sarà sempre pari a sottostante x multiplo. Nel caso in cui il sottostante sia in una divisa estera è necessario tener conto, ai fini del pricing del certificato, del rapporto di cambio a meno che il certificato non goda dell'opzione di copertura Quanto. È possibile che il market maker sconti sulla quotazione il valore dei dividendi stimati fino a scadenza.
- Discount	Equivalgono all'acquisto del sottostante a sconto rispetto al prezzo corrente. In virtù di tale sconto permettono di registrare un guadagno o una perdita più contenuta rispetto al sottostante in caso di ribasso di quest'ultimo. Dato il rimborso massimo pari al valore iniziale del sottostante, garantiscono un profitto fisso, in termini relativi questo tende a diminuire in maniera inversamente proporzionale al rialzo del sottostante stesso.
- Outperformance	Il certificato replica linearmente l'andamento del sottostante per valori del medesimo al di sotto di quello iniziale mentre al rialzo aggiunge una partecipazione in leva.
- Airbag	Ad una replica lineare o in leva del sottostante in fase di rialzo, ammortizzano le perdite sul certificato in caso di ribasso attraverso una partecipazione meno che proporzionale alle variazioni negative del sottostante. Inoltre, all'interno di un intervallo di valori compresi tra lo strike iniziale e il livello barriera, il certificato Airbag garantisce a scadenza il rimborso del nominale.

### Capitale condizionatamente protetto
Emessi generalmente con tagli pari a 100 o 1000 euro, garantiscono a scadenza il rimborso del capitale vincolato al valore del sottostante durante la vita del certificato o unicamente a scadenza.
- Express	Offre l'opzione di rimborso anticipato maggiorato di un premio alla data di rilevazione decisa in sede di emissione, se il valore del sottostante è pari o superiore a quello determinato nel prospetto. Se a scadenza il sottostante è al di sotto di un determinato livello, definito barriera, il certificato ne replicherà linearmente la performance.
- Bonus	Permette di ottenere a scadenza il rimborso maggiorato di un premio minimo pari al bonus, a patto che durante la vita del certificato il sottostante non sia mai sceso al di sotto di un determinato livello barriera.
- Twin Win	Grazie a una doppia opzione di rendimento, il certificato a scadenza rimborserà il nominale più un premio pari alla variazione assoluta del sottostante rispetto allo strike. La condizione di ribaltamento della performance negativa in positivo è tuttavia vincolata: il sottostante non deve mai scendere al di sotto del livello barriera fissato in sede di emissione durante la vita del certificato. In questo caso il Twin Win muta in un Benchmark.

### Capitale protetto
Emessi generalmente con taglio di 100 euro o 1000 euro, nei primi anni di diffusione dei certificati sono stati sul segmento SEDEX quelli con maggiori volumi di scambio grazie alla possibilità di proteggere totalmente o parzialmente il capitale investito pur partecipando alle variazioni positive del sottostante.
- Equity protection	A scadenza accompagna la partecipazione illimitata al rialzo del sottostante ad un livello di protezione al di sotto del quale non potrà mai scendere il rimborso anche qualora il sottostante crollasse.
- Butterfly	A fronte della garanzia di rimborso del capitale a scadenza, partecipa alla variazione positiva del sottostante a patto che non sia mai stata violata la barriera al rialzo, partecipa con segno inverso a quella negativa se il sottostante non scende al di sotto della barriera al ribasso.
- Double Win	A scadenza il rimborso è pari alla variazione assoluta del sottostante rispetto al valore iniziale.

## Certificati a leva
Così chiamati in quanto sfruttano l'effetto leva: consentono di assumere una posizione, tanto di acquisto quanto di vendita, acquistando unicamente la differenza tra il prezzo corrente del sottostante e lo strike del certificato. Se da un lato permettono di partecipare in maniera più che proporzionale al rialzo, dall'altra ne amplificano l'esposizione alle perdite.
In altre parole, un certificato con leva 10 si rifletterà in una variazione del 10% del valore del certificato ogni 1% di variazione del sottostante.
- Minifutures Con questi certificati si acquisisce il diritto di acquistare o vendere il sottostante a una data prestabilita (la scadenza) ad un prezzo prestabilito(lo strike). A differenza dei contratti future, prevedono un meccanismo di Stop loss che impedisce di perdere più di quanto investito tramite l'estinzione anticipata.
- Turbo	Consentono, come i minifutures di investire sia al rialzo che al ribasso. Caratteristica principale è il particolare calcolo del prezzo. Questo tiene conto del funding ovvero della differenza tra il prezzo d'esercizio e lo strike attualizzato all'Euribor overnight maggiorato di uno spread. e dei dividendi stimati. Nel caso degli short il prezzo è tendenzialmente pari alla differenza tra strike price e valore corrente del sottostante a cui vanno aggiunti, per gli indici di prezzo, i dividendi stimati fino alla scadenza; analogamente, per il calcolo del fair value di un turbo, i dividendi stimati andranno sottratti al differenziale tra il valore corrente del sottostante e lo strike level. Anche questi certificati godono di uno Stop Loss automatico.

## Principali opzioni aggiuntive
- Quanto

È una particolare opzione che permette di neutralizzare il rischio cambio in caso di sottostanti con valuta diversa rispetto a quella Euro. 
- Cap

È il rendimento massimo ottenibile oltre il quale si smette di partecipare alle variazioni del sottostante.
- Open End

Denominazione di un certificato senza scadenza.
- Alpha

Permette di perseguire una strategia di Absolute Return ottenendo un rendimento pari al differenziale di performance dei sottostanti.